# 药匙
药匙（medicine moon）是一种在化學實驗中，用来拿取、移送少量固體试剂的勺子。

## 规格
大多数药匙只有一个勺，通常由金属、牛角或者塑料制成。有些药匙两头各有一个勺，一大一小，实验者可以根据用药量大小选择。

## 使用
药匙通常用来从试剂瓶中拿取少量固体化学试剂，并将试剂转移到其他设备上。
药匙需要特别注意保管，以免丢失，同时要保持干燥清洁，防止生锈或者污损。
取完一种试剂之后，要清洗药匙并用滤纸擦拭干净或烘干，再取用下一种试剂，以免污染其他试剂，防止相应事故。